# サッカーシーランド代表
サッカーシーランド代表（サッカーシーランドだいひょう）は、他国に承認されていない国家、シーランド公国のサッカーナショナルチームである。そのためシーランド代表は、FIFA、UEFAに加盟する事が出来ておらず、ワールドカップや、UEFA欧州選手権に参加する事は出来ない。NF-Boardに準会員として加盟している。